# Władysław Stesłowicz
Władysław Stesłowicz (9. června 1867 Sydoriv, dnes Čortkivský rajón – 1940 Sovětský svaz) byl rakouský politik polské národnosti z Haliče, na počátku 20. století poslanec Říšské rady, v meziválečném období poslanec polského Sejmu a ministr polských vlád.

## Biografie
Od roku 1885 studoval na právnické fakultě Lvovské univerzity, kde roku 1889 získal titul doktora práv. Studoval národohospodářství, právo a statistiku na Vídeňské univerzitě a Berlínské univerzitě. Jeden rok sloužil v armádě u 11. dělostřeleckého regimentu. Od roku 1882 do roku 1897 byl úředníkem na místodržitelství ve Lvově. Od roku 1897 až do roku 1918 pak zastával post tajemníka obchodní komory ve Lvově. Od roku 1906 byl náměstkem starosty města Lvov. V městské radě patřil do Demokratického klubu.
V době svého působení v parlamentu se uvádí jako tajemník obchodní komory ve Lvově.
Působil také coby poslanec Říšské rady (celostátního parlamentu Předlitavska), kam usedl ve volbách do Říšské rady roku 1911, konaných podle všeobecného a rovného volebního práva. Byl zvolen za obvod Halič 26. V roce 1917 se uvádí jako polský demokrat (Polskie Stronnictwo Demokratyczne). Po volbách roku 1911 byl na Říšské radě členem poslaneckého Polského klubu.
Za první světové války se stal členem východohaličské sekce polské Nejvyšší národní rady. Od března 1918 do února 1919 byl vládním komisařem ve Lvově. Na konci války se podílel na polských snahách o převzetí moci ve Lvově, proti nimž se ovšem postavily analogické snahy místních Ukrajinců.
Veřejně a politicky činným zůstal i v meziválečném období. Od roku 1919 do roku 1922 byl poslancem polského ústavodárného Sejmu. Zastupoval poslanecký Klub Pracy Konstytucyjnej.
Od 24. července 1920 do 6. června 1922 zastával funkci ministra pošt a telegrafů Polska v první vládě Wincentyho Witose, první vládě Antoniho Ponikowského a druhé vládě Antoniho Ponikowského. Jako ministr zastupoval formaci Stronnictwo Prawicy Narodowej.
Byl mu udělen Řád Františka Josefa (v roce 1906), Zlatý záslužný kříž (roku 1937) a Řád Polonia Restituta.